# Nasiyanur
Nasiyanur là một thị xã panchayat của quận Erode thuộc bang Tamil Nadu, Ấn Độ.

## Nhân khẩu
Theo điều tra dân số năm 2001 của Ấn Độ, Nasiyanur có dân số 9902 người. Phái nam chiếm 51% tổng số dân và phái nữ chiếm 49%. Nasiyanur có tỷ lệ 60% biết đọc biết viết, cao hơn tỷ lệ trung bình toàn quốc là 59,5%: tỷ lệ cho phái nam là 71%, và tỷ lệ cho phái nữ là 50%. Tại Nasiyanur, 9% dân số nhỏ hơn 6 tuổi.